# Я больше не буду (фильм)
«Я больше не буду» — советский музыкально-комедийный фильм-сказка для детей 1975 года, снятый Евгением Шерстобитовым на «Киностудии имени А. Довженко».

## Сюжет
Фильм начинается с демонстрации детей, радующихся во дворе: качаются на качелях, прыгают на скакалках, исполняют танцы. Но внезапно появляется Вова, и двор пустеет — все знают, что с ним лучше не связываться. Он отбирает мяч у ребёнка и кидает его прямо в окно соседки. Соседка возмущена поступком Вовы. В ответ на её недовольство он говорит свою фразу: «Я больше не буду!».
Вовина мать по возвращении замечает, что прохожие и дворник недовольны поведением Вовы, говоря ему, что хуже ребёнка, чем он, не встречали. Мать забирает Вову домой и была готова закрыть дверь на замок. Но этому мешает телефонный разговор, в котором Вова притворяется собственной матерью. На лифте поднимаются Ляля и её дед, и подходят к матери Вовы. Они заявляют о готовности идти в зоопарк вместе. Мать говорит дедушке, что Вова наказан за плохое поведение, а дед говорит Ляле, что ей не стоит ходить с грязными волосами, иначе «над ней все звери смеяться будут».
Вова, находящийся в одиночестве в собственной комнате, собирается позвонить в «Бюро необычных услуг». Дежурный волшебник с фамилией Бондаренко едет к Вове, достаёт свою машину и по команде вызывает двойника Вовы — «Вову второго», который вылезает с рамки портрета. Вова благодарит волшебника за создание его двойника. Все шло хорошо, пока не началась ссора из-за того, что «Вова второй» положил на кресло подушку, а Вова — кнопку на диван. Начинается драка «Вовы второго» с настоящим Вовой, приведшая к беспорядку.
«Вова второй» вылезает из окна, спускается по лестнице, прогоняет детей со двора и играет в одиночку в классики. Прохожие снова не довольны им, мать снова забирает его домой, но замечает своего сына в его комнате. Вова убеждает свою мать, что он изменился. Мать приготовила обед для своего сына — гречку с котлетами. Вова залезает в рамку портрета. Мать приносит «Вове второму» вареники, и настоящий Вова их замечает, но тот отказывается ему их передавать. Ляля с дедушкой приходят к Вове и её матери. Мать дает «Вове второму» деньги на пирожное, мороженое и на трамвай, и он с Лялей отправляется в зоопарк.
Вова снова звонит в «Бюро необычных услуг» за помощью. Бондаренко приезжает к Вове, и тот объясняет ему свою проблему. Они решают незаметно спасти Лялю от «Вовы второго». «Вова второй» и Ляля устраивают пробку на городской улице, приведшую к скандалу с водителями транспорта. По свисту гаишника машины останавливаются, и «Вова второй» с Лялей сбегают с места происшествия.
«Вова второй» наделал множество хулиганств в зоопарке: он снял со скамейки табличку «Окрашено», убрал камень под колёса киоска с мороженым, отобрал у девочки мяч и раскинул с Лялей по всему месту обёртки от мороженого. Его действия помогли Вове многое понять в себе, увидев себя со стороны. Бондаренко перевоплощается в пожилого фотографа с длинной бородой и зовёт «Вову второго» с Лялей сфотографироваться. После того как фотосессия прошла, Ляля спрашивает его, где же Вова, после чего она замечает его, поджидающего Лялю. Вова благодарит Бондаренко за то, что вернул «Вову второго» на рамку портрета.
Хулиган прогоняет ребёнка с аттракциона, но Вова подходит к нему и предлагает ему посмотреть на себя со стороны. Фильм заканчивается песней Вовы, Ляли, детей, дворника и демонстрацией веселящихся детей во дворе.

## Роли исполняют

### В ролях
- Андрей Базыкин — Вова, Вова второй

- Алевтина Евдокимова — Вовина мама
- Оксана Симонова — Ляля
- Николай Гаврилов — дедушка Ляли
- Феликс Пантюшин — Бондаренко

### В эпизодах
- Ирина Киричек
- Наталья Рудненок
- Ольга Погорелова
- Ольга Гребенщикова
- Татьяна Тищенко
- Лидия Наумчек
- Вера Кудинова
- Александр Федяев
- Игорь Пулин
- Валентин Грудинин
- Раиса Пироженко
- Иван Постников
- С. Стеценко
- Александр Алексеев
- А. Амирова
- А. Синякин
- О. Ермаков
- Нина Реус

## Съёмочная группа
- Авторы сценария: Зиновий Гердт, Михаил Львовский
- Режиссёр-постановщик: Евгений Шерстобитов
- Оператор-постановщик: Михаил Чёрный
- Композитор: Михаил Бойко
- Художник-постановщик: Виталий Шавель
- Балетмейстер-постановщик: И. Витебский
- Режиссёр: Ю. Хоменко
- Оператор: Л. Кравченко
- Звукооператор: Леонид Вачи
- Художник по костюмам: И. Бойчук
- Гримёр: Г. Тышлек
- Монтажёр: Алла Голубенко
- Редактор: Екатерина Шандыбина
- Комбинированные съёмки
  - Оператор: Н. Илюшин
  - Художник: В. Деминский
  - Ассистент оператора: Б. Серёжкин
- Ассистенты режиссёра: Жема Чайка, М. Шарц
- Ассистенты оператора: П. Пастухов, В. Пономарев
- Ассистент художника: В. Козяревич
- Ассистент звукооператора: Л. Колоско
- Ассистент балетмейстера: Т. Иваньковская
- Мастер по свету: Г. Сидоренко
- Государственный заслуженный симфонический оркестр УССР
  - Дирижёр: Михаил Бойко
- Танцевальный ансамбль Херсонского дворца пионеров и школьников «Весёлые сапожники»
  - Руководитель: Л. Седошенко
- Исполнение песен: Олег Вербило, Лена Миневич, Зинаида Невская
- Директор картины: Илья Фидман

## История создания
Из воспоминаний Екатерины Шандыбиной:
Работать с Евгением Фирсовичем я начала благодаря случайности. Его многолетний редактор, прочитав сценарий «Я больше не буду», сказала, что ей это «не вкусно». А, между прочим, авторами сценария были Зиновий Гердт и Михаил Львовский. Уже за одно общение с ними и Фирсовичем можно было всё отдать, а уже соучаствовать! Вот я и стала работать в этой картине, а затем и в других. Гердт, посмотрев почти весь отснятый и начерно смонтированный материал, с серьёзной миной констатировал: «Женя, что ты за социалистический реализм снял? Извините, Ксюша, за слово социалистический. Думаю, дети примут за сказку это изображение лучшей в мире страны чудес. Евгений, дерзайте, я не лишний в титрах этого эпоса». В устах ироничного Гердта эта похвала дорогого стоила.

## Премьера
Премьера фильма состоялась 23 августа 1976 года. За первый год кинопроката картину посмотрели 2,9 млн зрителей.